# Децентрализирани финанси
Децентрализираните финанси (от английски decentralized finance или DeFi) е форма на финансови взаимоотношения без участието на традиционните финансови посредници, базирана на блокчейн технологиите.
В сферата на децентрализираните финанси участниците имат пълен контрол върху своите активи и данни, като взаимодействат с тази екосистема чрез т. нар. „peer-to-peer“ платежни системи, свързващи директно кредиторите с кредитополучателите.
Децентрализираните финанси целят да създаде един алтернативен финансов хоризонт в банковата система.